# Дули-гей
Дули-гей (также дуи, геве, гуэве; англ. duli, dui, gewe, gueve) — вымерший адамава-убангийский язык. Входит в состав ветви леко-нимбари подсемьи адамава. Область распространения — окрестности города Питоа в департаменте Бенуэ Северного региона Камеруна. Язык бесписьменный.
Представители этнической общности дули-гей перешли на широко распространённый в Северном Камеруне язык фула (фульфульде). По данным на 1982 год насчитывалось до 1900 человек, которые относили себя к народу дули-гей, но уже не говорили на родном языке.
В классификации, представленной в справочнике языков мира Ethnologue, идиомы дули и гей относятся к единому языку, входящему в состав ветви леко-нимбари. В классификации К. Симидзу, опубликованной в базе данных по языкам мира Glottolog, идиомы дули и гей также представлены как диалекты одного языка дули-геве, но в составе языкового объединения самба дуру. Согласно классификации, опубликованной Р. Бленчем, дули и гей являются разными языками, образующими одну из групп в составе ветви языков дуру.